# 比耶库尔
比耶库尔（法語：Biécourt，法語發音：[bjekuʁ] ⓘ）是法国大東部大區孚日省的一个市镇，属于讷沙托区。

## 地理
比耶库尔（48°19'20"N, 5°57'14"E）面积5.94 平方千米，位于法国大東部大區孚日省，该省份为法国东北部内陆省份，北起默兹省和默尔特-摩泽尔省，西接上马恩省，南至上索恩省和贝尔福地区省，东临上莱茵省和下莱茵省。
与比耶库尔接壤的市镇（或旧市镇、城区）包括：克桑图瓦地区梅尼、莫雷尔迈松、圣普朗谢、托坦维尔、弗赖讷河畔多马坦、弗赖讷河畔日龙库尔。

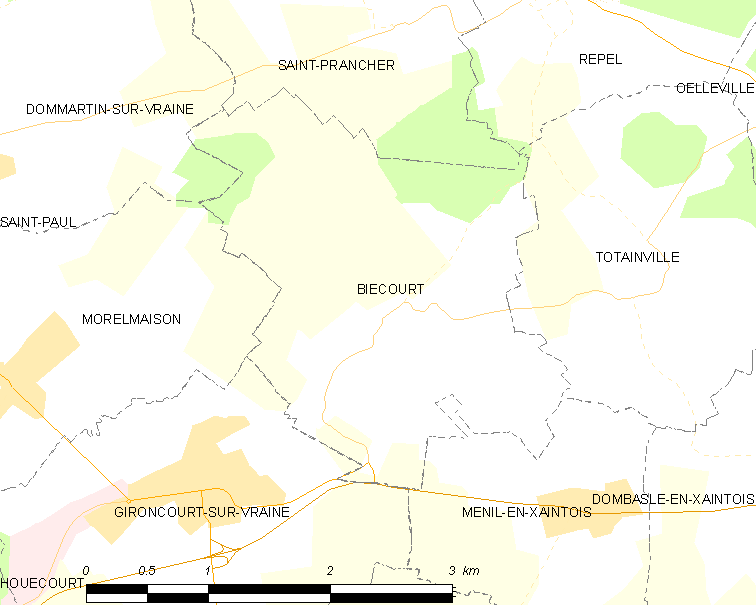
比耶库尔的OSM定位图

比耶库尔的时区为UTC+01:00、UTC+02:00（夏令时）。

## 行政
比耶库尔的邮政编码为88170，INSEE市镇编码为88058。

## 政治
比耶库尔所属的省级选区为米尔库尔县。

## 人口

1962-2008年间比耶库尔人口变化图示

比耶库尔于2022年1月1日时的人口数量为91人。